# Cappella Maggiore
Pour les articles homonymes, voir Cappella.
Cappella Maggiore est une commune italienne d'environ 4 650 habitants (2022) située dans la province de Trévise dans la région Vénétie, dans le nord-est de l'Italie.

## Administration
| Période                                  | Période | Identité | Étiquette | Qualité |
| ---------------------------------------- | ------- | -------- | --------- | ------- |
|                                          |         |          |           |         |
| Les données manquantes sont à compléter. |         |          |           |         |

### Communes limitrophes
Colle Umberto, Cordignano, Fregona, Sarmede, Vittorio Veneto

## Jumelages
- Earlston (Royaume-Uni) depuis 2004[2]
- Zorneding (Allemagne) depuis 2013[3]